# Radim Bártů
Radim Bártů (* 22. ledna 1976 Jindřichův Hradec) je moderátor, publicista a spisovatel.

## Život a dílo
Po ukončení studia na Gymnáziu v Jindřichově Hradci studoval Pedagogickou fakultu Technické univerzity v Liberci, studium nedokončil. Od roku 2001 byl redaktorem a moderátorem v Českém rozhlasu České Budějovice. V letech 2009 až 2016 komentoval zápasy německé Bundesligy pro českou verzi Eurosportu. V roce 2016 přešel do České televize v Českých Budějovicích, od roku 2019 pracuje pro Jihočeskou televizi.
V roce 2005 vyšla jeho sbírka básní Dveře k míjení, v roce 2021 vyšel román Poslední pomazlení.